# Dystrykt Serenje
Dystrykt Serenje – dystrykt w środkowej Zambii w Prowincji Centralnej. W 2000 roku liczył 132 836 mieszkańców (z czego 50,11% stanowili mężczyźni) i obejmował 22 750 gospodarstw domowych. Siedzibą administracyjną dystryktu jest Serenje.